# Bunthörnchen
Das Bunthörnchen (Sciurus variegatoides) ist eine mittelamerikanische Art der Nagetiere aus der Familie der Hörnchen (Sciuridae); darin wird es der Gattung der Eichhörnchen zugeordnet. Die Art wurde 1839 von William Ogilby als eine der ersten Säugetierarten Mittelamerikas wissenschaftlich beschrieben. Die Tiere stammten aus einer Sammlung von Captain Edward Belcher, die dieser auf seiner Reise entlang der Pazifikküste Süd- und Mittelamerikas angelegt hatte.
Das Bunthörnchen zeichnet sich durch einen sehr großen Variantenreichtum mit unterschiedlicher Fellfarbe aus. Wie andere Baumhörnchen ist auch das Bunthörnchen tagaktiv und lebt in Waldgebieten. Es ernährt sich vor allem von Samen und Früchten verschiedener Bäume, hinzu kommen gelegentlich Insekten und andere tierische Nahrung wie Vogeleier und Jungvögel. Obwohl die Tiere häufig beobachtet werden, liegen über ihr Paarungs- und Fortpflanzungsverhalten nur sehr wenige Informationen vor.

## Merkmale

### Allgemeine Merkmale
Das Bunthörnchen ist ein vergleichsweise großes Baumhörnchen mit langem Schwanz. Mit einer Kopf-Rumpf-Länge von 22 bis 34, in der Regel 25 bis 26,5 Zentimetern und einer Schwanzlänge von 23 bis 33, meist 26 bis 28, Zentimetern ist das Bunthörnchen etwas größer als das Eurasische Eichhörnchen. Das Gewicht beträgt etwa 430 bis 900 Gramm. Ein Sexualdimorphismus zwischen den beiden Geschlechtern in Färbung und Größe besteht nicht, allerdings kann es zu starken Größenunterschieden innerhalb regionaler Populationen sowie zwischen den einzelnen Populationen und Unterarten kommen.
Die verschiedenen Unterarten des Bunthörnchens weisen eine sehr hohe Variabilität bei Farbe und Musterung auf, die ansonsten nur beim asiatischen Finlayson-Hörnchen (Callosciurus finlaysonii) und teilweise beim nordamerikanischen Fuchshörnchen (Sciurus niger) in dieser Vielfalt auftaucht. Bei der Nominatform sind alle Rückenbereiche und der Schwanzansatz gelblich grau, die Bauchseite und die Füße sind matt ockerfarben. Die Rückseite der Ohren ist blass rostrot und besitzt einen sandfarbenen Basalfleck. Die Oberseite des Schwanzes ist schwarz mit weißen Einwaschungen, die Unterseite entspricht in ihrer Färbung der Rückenfärbung und ist schwarz umrandet und weißlich-grau gegen die Oberseite abgegrenzt. Bei den anderen Unterarten kann die Tönung des Rückenfells von fast schwarz oder stahlgrau über rotbraun, gelbgrau bis hin zu weiß variieren. Teilweise weisen die Tiere zudem einen großen hellen oder dunklen Rückenfleck auf, der sich von der Farbe der Körperseiten und des Kopfes unterscheidet. Auch Tiere mit einem rostroten Nacken, Körperseiten und Beinen kommen vor. Der Schwanz kann schwarz mit einzelnen weißspitzigen Haaren oder vollständig weißen Haaren sein. Bei einigen Formen kommt ein Fellwechsel vor, der im April bis Mai beginnt und bis zum Oktober abgeschlossen ist. Nach diesem erscheinen die Tiere in der Regel heller und intensiver gefärbt, bei schwarzrückigen Tieren kann sich die Farbe in ein Schokoladenbraun ändern.
Die Unterarten mit den intensivsten und dunkelsten Farbtönen (S. v. belti, S. v. managuensis und S. v. thomasi) kommen zugleich in den Regionen mit den stärksten Regenfällen in dichten Waldlebensräumen vom tropischen Flachland der karibischen Küste bis zu den östlichen Ausläufern der zentralen Gebirgsregionen vor. Das ebenfalls sehr dunkle S. v. atrirufus lebt in regenreichen Gebieten in Costa Rica. Im trockeneren und weniger dicht bewaldeten pazifischen Küstenbereich finden sich dagegen einige hellere Formen (S. v. bangsi, S. v. dorsalis, S. v. helveolus und S. v. goldmani) mit weißen Ohrflecken und weißlicher Bauchseite.

### Merkmale des Schädels und des Skeletts
| 1 | · | 0 | · | 2 | · | 3 | = 22 |
| 1 | · | 0 | · | 1 | · | 3 | = 22 |

Die Messungen an Schädeln ausgewachsener Tiere zeigen eine Gesamtlänge von 54,2 bis 55,9 Millimetern und eine Breite im Bereich der Jochbögen von 34,3 bis 35,4 Millimetern, dabei variieren die Größe der Tiere und damit auch die Schädelmaße je nach Unterart und Region. Die Art besitzt im Oberkiefer pro Hälfte einen zu einem Nagezahn ausgebildeten Schneidezahn (Incisivus), dem eine Zahnlücke (Diastema) folgt. Hierauf folgen zwei Prämolare und drei Molare. Die Zähne im Unterkiefer entsprechen denen im Oberkiefer, allerdings nur mit einem Prämolaren. Insgesamt verfügen die Tiere damit über ein Gebiss aus 22 Zähnen. Wie bei den Körpergrößen liegen auch bei den Ausmaßen des Schädels starke Variabilitäten innerhalb der Tiere vor, die vor allem die Größe der Einzelknochen und ihr Verhältnis zueinander betreffen. Besonders betroffen sind die Größe der Nasenbeine sowie die Krümmung der knöchernen Schnauze und der Stirn.
Der Penisknochen (Baculum), der bei den Hörnchen ein wichtiges Merkmal zur Unterscheidung der Arten ist, entspricht in seiner Form und Länge dem verschiedener anderer verwandter Arten wie dem Rotbauchhörnchen, dem Collie-Hörnchen und dem Yucatan-Hörnchen. Er ist etwa 11,5 bis 12,5 Millimeter lang und an der breiten Basis im Querschnitt fast rund, von dort verjüngt er sich zur Spitze bis zur schmalsten Stelle und biegt dann dorsal nach oben. Hier verbreitert er sich in eine runde Scheibe mit konkaver rechter und konvexer linker Seite. Ventral befindet sich eine Rinne, in der die Harnröhre liegt. Der Klitorisknochen (Baubellum) der Weibchen ist ebenfalls arttypisch. Er ist etwa 4 Millimeter lang mit einer Scheibe am Ende, die einen Durchmesser von 2 Millimetern hat.

### Unterscheidung zu anderen Arten
Von anderen Hörnchen, mit denen es in der Körperfärbung übereinstimmen kann, ist die Art vor allem durch diese Schwanzfärbung sowie durch seine Größe unterscheidbar. So besitzt das Rotschwanzhörnchen (S. granatensis), mit dem das Bunthörnchen im südlichen Teil des Verbreitungsgebietes vorkommt, einen kräftig rot gefärbten Schwanz. Vom Rotbauchhörnchen (S. aureogaster) im südlichen Mexiko und Guatemala unterscheidet sich das Bunthörnchen durch die heller gefärbten Füße, die beim Rotbauchhörnchen sandfarben schwarz bis schwarz und beim Bunthörnchen in dieser Region weißlich mit schwarzer Sprenkelung sind. Im Vergleich zu Deppes Hörnchen (S. deppei), Richmonds Hörnchen (S. richmondi) und auch zum Rotschwanzhörnchen ist das Bunthörnchen zudem deutlich größer mit einem deutlich längeren Schwanz.

## Verbreitungsgebiete

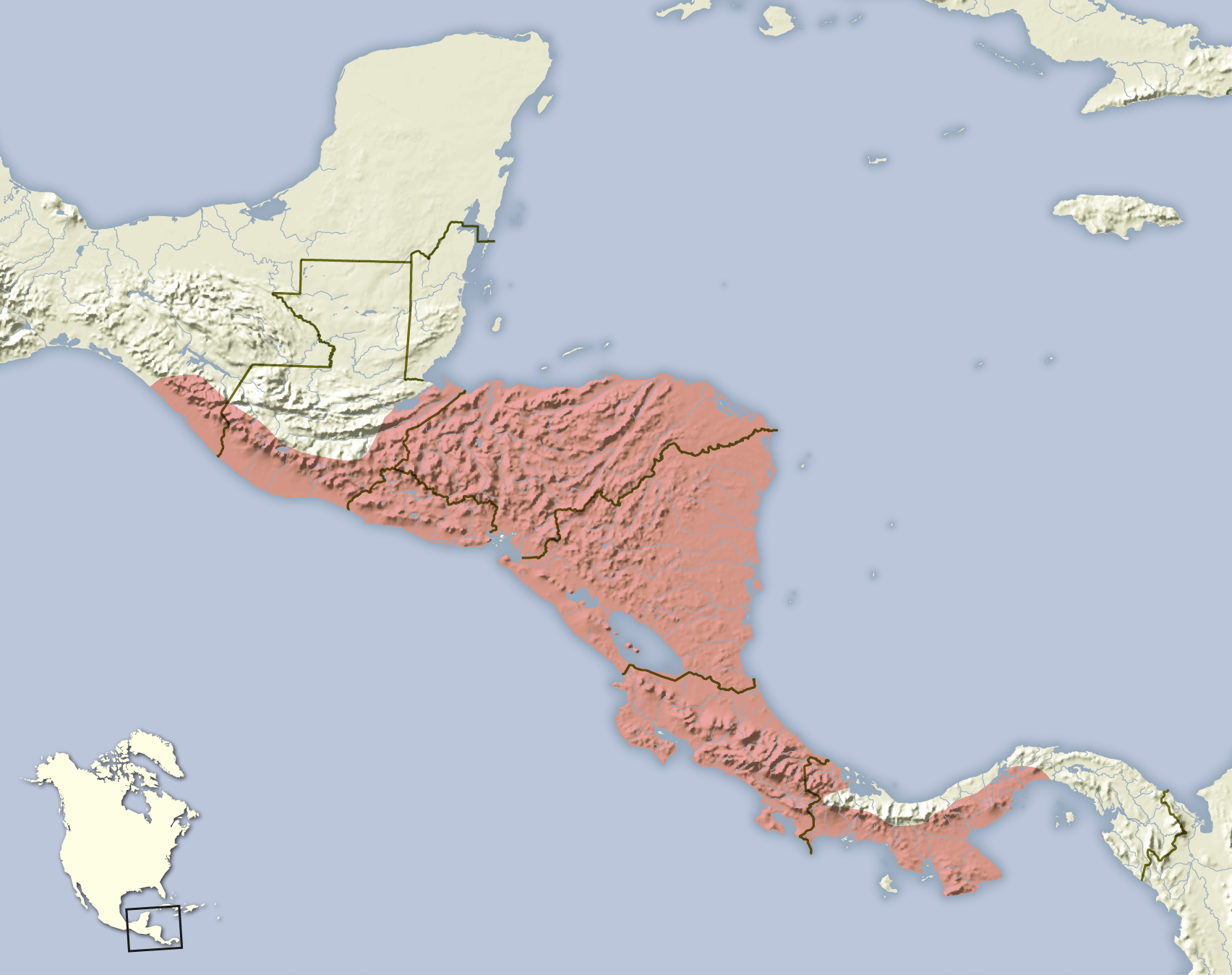
Verbreitungsgebiet des Bunthörnchens in Mittelamerika

Das Bunthörnchen lebt in trockenen bis feuchten Wäldern Mittelamerikas und im Süden Mexikos. Das Verbreitungsgebiet reicht vom südlichen Teil des mexikanischen Bundesstaats Chiapas über Guatemala, El Salvador, Honduras, Nicaragua, Costa Rica bis in die südwestliche Hälfte Panamas.

## Lebensweise und Ökologie
Bunthörnchen kommen in verschiedenen Waldlebensräumen des tropischen Mittelamerikas vor, von trockenen Küstenwäldern bis zu den feuchten Regenwaldgebieten des Inlands. Die Habitate beherbergen in der Regel verschiedene Baum- und Gebüscharten mit Anteilen immergrüner Laubvegetation in Höhen von gewöhnlich weniger als 1800 Metern. In einigen Regionen Costa Ricas kommen die Tiere jedoch auch in Höhenlagen bis 2600 Meter vor. Häufig sind die Tiere an Eichen- und Kiefernwälder gebunden, in Mexiko und Guatemala leben sie in Flachlandwäldern und auch in Obstbaumanpflanzungen und kommen seltener auch in Sonnenblumenfeldern mit vereinzelten Bäumen, Parks und Gärten vor. Vor allem in Costa Rica können die Tiere auch in landwirtschaftlichen Plantagen vorkommen, vor allem in Kakao-Anpflanzungen.
Die Tiere sind tagaktiv und leben als Einzelgänger (solitär) auf Bäumen, verlassen diese jedoch zur Nahrungssuche auch regelmäßig. Das Aktivitätsmaximum liegt am frühen Morgen, den Rest der Zeit verbringen sie vor allem in ihren Nestern, die sie nahe der Stämme in das Geäst der Bäume bauen, oder in verfügbaren Baumhöhlen. Die Tiere ernähren sich wie andere Eichhörnchen generalistisch und vor allem herbivor, fressen also vor allem Pflanzenteile. Der Hauptanteil der Nahrung besteht bei ihnen aus Samen, Nüssen und Früchten, wobei erstere in weiten Teilen des Verbreitungsgebietes die wichtigste Nahrungsquelle darstellen. Sie meiden vor allem besonders hartschalige Samen und Nüsse, wobei Eicheln allerdings regelmäßig konsumiert werden. Hinzu kommen als ergänzende Nahrung gelegentlich Insekten und andere tierische Nahrung wie Vogeleier und Jungvögel. Wahrscheinlich legen die Tiere Lager aus Samen an, entsprechende Beobachtungen fehlen allerdings. Für Mexiko sind vor allem Früchte und Blüten der Mangos (Mangifera indica), Guaven (Psidium guajava) und die Gelbe Mombinpflaume (Spondias mombin) als Nahrungsquelle dokumentiert, wobei sie die Frucht ohne den Samen fressen. Wahrscheinlich kommunizieren die Tiere durch tiefe Laute miteinander, die als Alarmrufe gedeutet werden.
Über die Fortpflanzung der Bunthörnchen liegen so gut wie keine Informationen vor, obwohl die Tiere häufig vorkommen und beobachtet werden können. Für Panama wird eine saisonale Fortpflanzungszeit von April bis Mai angenommen, die Anzahl der Jungtiere in einem Wurf beträgt wahrscheinlich etwa vier bis sechs Tiere.

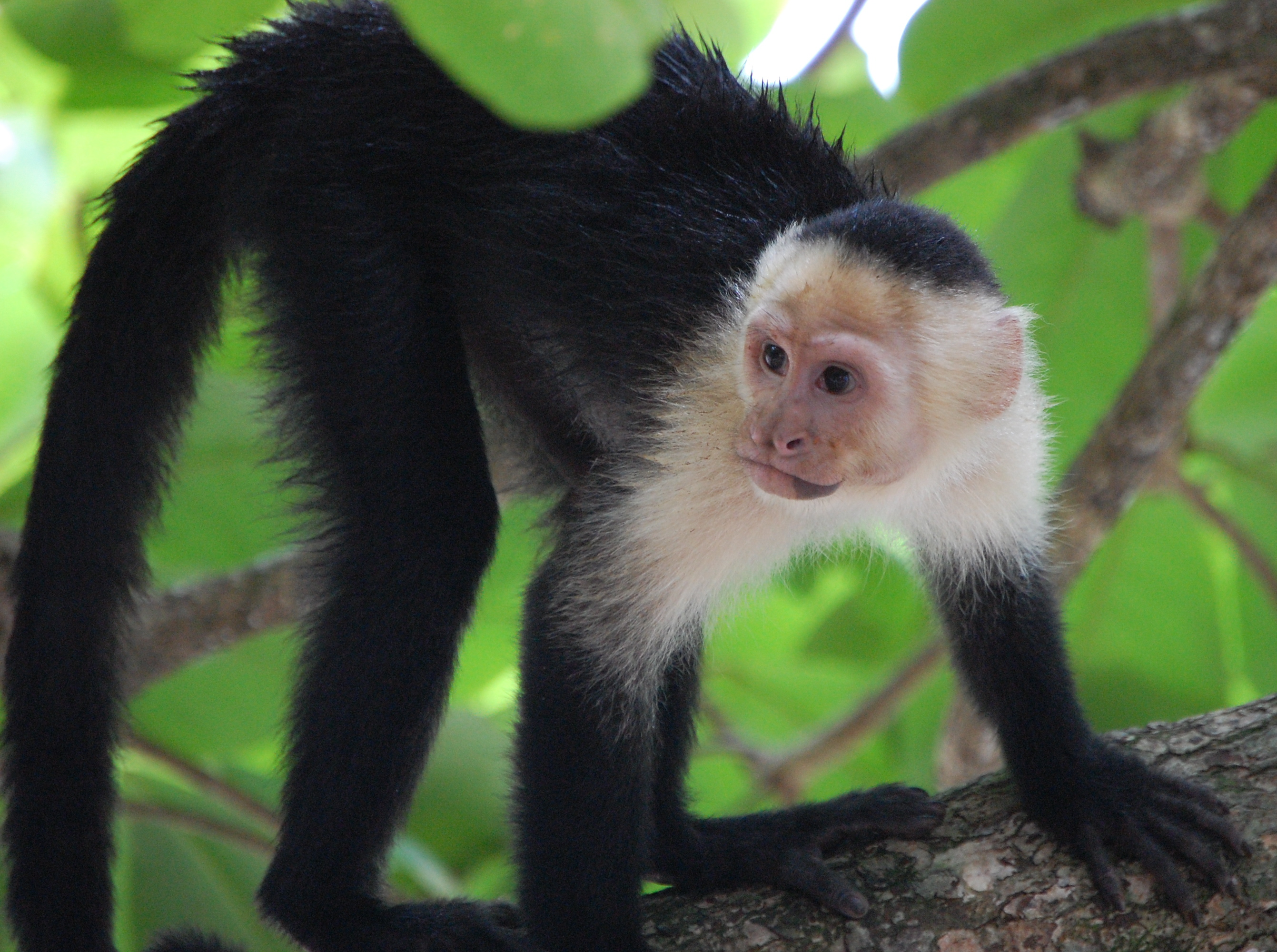
Der Panama-Kapuzineraffe (Cebus imitator) gehört zu den Fressfeinden des Bunthörnchens. Die Affen jagen in Gruppen und erbeuten unter anderem auch Vertreter dieser Art.

Bunthörnchen kommen in ihren Lebensräumen sympatrisch mit anderen Hörnchen vor und treten mit diesen in Konkurrenz um verfügbare Habitate und Nahrung. In Gebieten, in denen sie gemeinsam mit dem Rotschwanzhörnchen (S. granatensis) leben, weichen sie in trockenere Gebiete aus und werden anspruchsloser an ihre Habitate. Auch mit dem Rotbauchhörnchen (S. aureogaster), Deppes Hörnchen (S. deppei) und Richmonds Hörnchen (S. richmondi) kommt das Bunthörnchen zumindest in Teilen des Verbreitungsgebietes sympatrisch vor. Weitere Hörnchen anderer Gattungen, mit denen es gemeinsam vorkommen kann, sind das Mittelamerikanische Berghörnchen (Syntheosciurus brochus) und das Zentralamerikanische Zwerghörnchen (Microsciurus alfari).
Wie andere Hörnchen werden auch die Bunthörnchen von verschiedenen Raubtieren, Greifvögeln und Schlangen erbeutet. Zu den regelmäßigen Fressfeinden der Bunthörnchen gehört zudem der Panama-Kapuzineraffe (Cebus imitator), der in Gruppen jagt und neben anderen kleinen Wirbeltieren auch die Hörnchen erbeutet. Nach Untersuchungen in Costa Rica stellen Bunthörnchen dabei etwa 25 % der Beutetiere der Affen dar, weitere 25 % sind junge Weißrüssel-Nasenbären (Nasua narica) und etwa 40 % Eier und Jungvögel.
Als Ektoparasiten sind bislang nur die Zecke Microtrombicula nicaraguae und die Tierlaus Enderleinellus hondurensis dokumentiert. Bei in Gefangenschaft gehaltenen Tieren wurde zudem ein Bornavirus mit der Bezeichnung Bunthörnchen-Bornavirus 1 (Variegated Squirrel 1 Bornavirus, VSBV-1) entdeckt, das als Zoonose eine potenziell tödlich verlaufende Enzephalitis beim Menschen auslösen kann.

## Systematik

### Taxonomie und phylogenetische Position

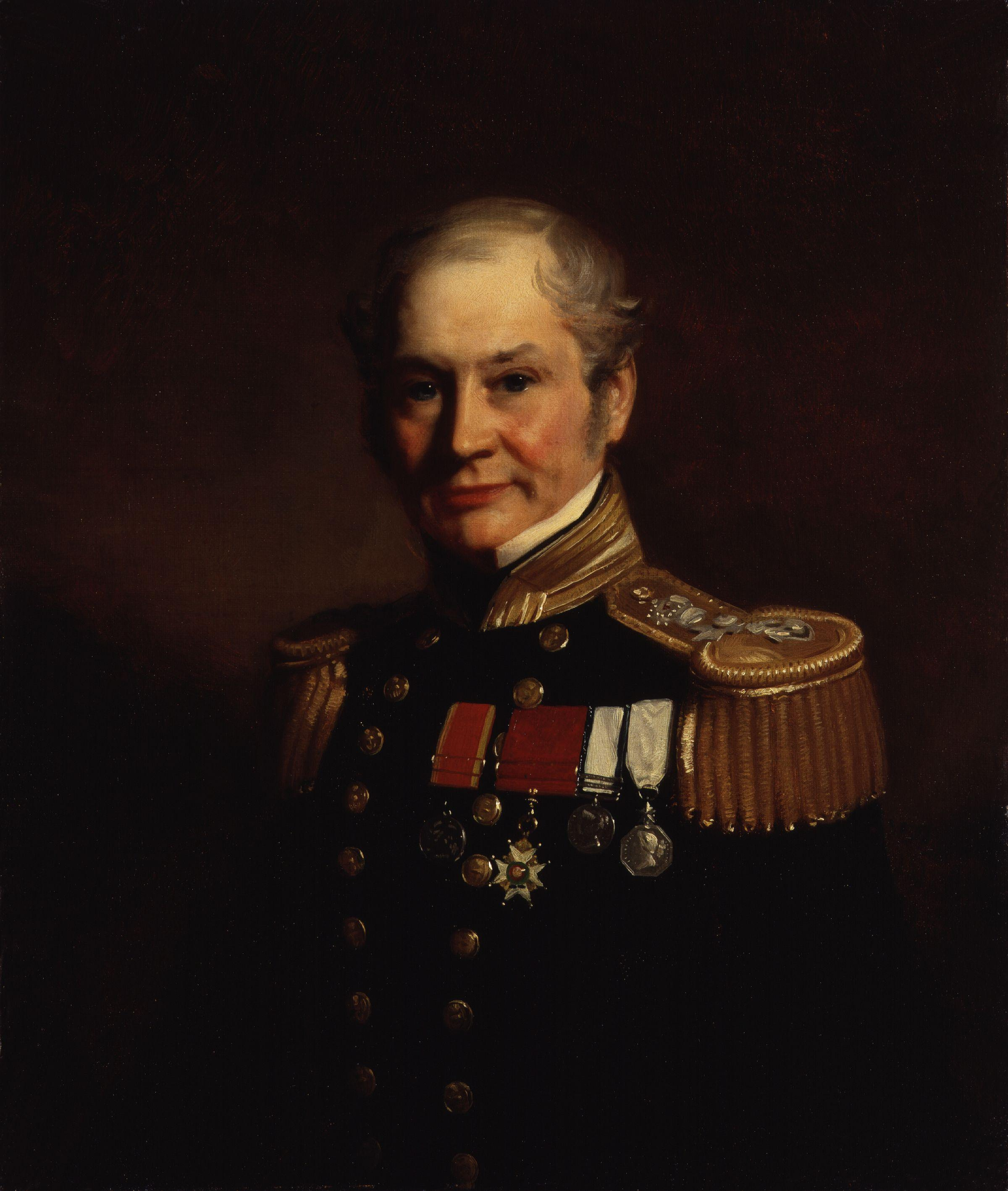
Sir Edward Belcher; Er sandte das erste wissenschaftlich bekannte Exemplar der Art an William Ogilby. (Gemälde von Stephen Pearce, 1859)

Das Bunthörnchen wird als eigenständige Art innerhalb der Eichhörnchen (Sciurus) eingeordnet, die aus fast 30 Arten besteht. Die wissenschaftliche Erstbeschreibung stammt von dem irischen Naturforscher und damaligen Honorarsekretär der Zoological Society of London William Ogilby aus dem Jahr 1839. Dieser hatte es von Sir Edward Belcher, Kapitän der Royal Navy und zu dieser Zeit mit der HMS Sulphur auf einer Weltreise im Bereich der Küste Süd- und Mittelamerikas unterwegs, zur Beschreibung zugesendet bekommen. Als Fundort des Typus gab Ogilby nur allgemein die „Westküste von Südamerika“ an, wahrscheinlich stammen sie jedoch aus dem Umland von San Carlos im Departamento La Unión in El Salvador. Es handelte sich dabei um eines der ersten wissenschaftlich beschriebenen Säugetiere Mittelamerikas, 1842 wurde mit Macroxus adolphei (heute Sciurus variegatoides adolphei) eine weitere Unterart des Bunthörnchens von René Primevère Lesson aus Nicaragua gemeinsam mit dem heute als Synonym zur Nominatform betrachteten Macroxus pyladei beschrieben.
Fossilien des Bunthörnchens liegen nicht vor, die Ursprünge der Gattung werden auf das Miozän datiert. Eine nahe Verwandtschaft mit dem Rotbauchhörnchen (S. aureogaster) wird aufgrund der Schädelmerkmale und der Fellzeichnung angenommen, zudem wurde es auch in die nähere Verwandtschaft des Yucatan-Hörnchens (S. yucatanensis) und des Collie-Hörnchens (S. colliaei) platziert.
|  | \| \| Bunthörnchen (S. variegatoides) \| \| \| \| \| \| Rotschwanzhörnchen (S. granatensis) \| \| \| \| |
|  | |
|  | Rotbauchhörnchen (S. aureogaster)                                                                       |
|  | |
|  | Bunthörnchen (S. variegatoides)                                                                         |
|  | |
|  | Rotschwanzhörnchen (S. granatensis)                                                                     |
|  | |

|  | Bunthörnchen (S. variegatoides)     |
|  |                                     |
|  | Rotschwanzhörnchen (S. granatensis) |
|  |                                     |

|  | \| \| Bunthörnchen (S. variegatoides) \| \| \| \| \| \| Rotschwanzhörnchen (S. granatensis) \| \| \| \| |
|  | |
|  | Rotbauchhörnchen (S. aureogaster)                                                                       |
|  | |
|  | Bunthörnchen (S. variegatoides)                                                                         |
|  | |
|  | Rotschwanzhörnchen (S. granatensis)                                                                     |
|  | |

|  | Bunthörnchen (S. variegatoides)     |
|  |                                     |
|  | Rotschwanzhörnchen (S. granatensis) |
|  |                                     |

|  | \| \| Bunthörnchen (S. variegatoides) \| \| \| \| \| \| Rotschwanzhörnchen (S. granatensis) \| \| \| \| |
|  | |
|  | Rotbauchhörnchen (S. aureogaster)                                                                       |
|  | |
|  | Bunthörnchen (S. variegatoides)                                                                         |
|  | |
|  | Rotschwanzhörnchen (S. granatensis)                                                                     |
|  | |

|  | Bunthörnchen (S. variegatoides)     |
|  |                                     |
|  | Rotschwanzhörnchen (S. granatensis) |
|  |                                     |

|  | \| \| Bunthörnchen (S. variegatoides) \| \| \| \| \| \| Rotschwanzhörnchen (S. granatensis) \| \| \| \| |
|  | |
|  | Rotbauchhörnchen (S. aureogaster)                                                                       |
|  | |
|  | Bunthörnchen (S. variegatoides)                                                                         |
|  | |
|  | Rotschwanzhörnchen (S. granatensis)                                                                     |
|  | |

|  | Bunthörnchen (S. variegatoides)     |
|  |                                     |
|  | Rotschwanzhörnchen (S. granatensis) |
|  |                                     |

*) Betrachtung einer begrenzten Artenanzahl – nicht in der Betrachtungsgruppe waren bsp. das Yucatan-Hörnchen (S. yucatanensis) und das Collie-Hörnchen (S. colliaei)
Durch phylogenetische Untersuchungen auf der Basis molekularbiologischer Merkmale wie verfügbare Sequenzdaten der ribosomalen RNA (12S-rRNA, 16S-rRNA), der mitochondrialen CYTB-Gene und der Kern-DNA für die iRBP-Gene sowie Cytochrom-b-Gensequenzen konnte eine nahe Verwandtschaft der mittelamerikanischen Eichhörnchenarten innerhalb der Eichhörnchen bestätigt werden. Demnach wurde mit sehr hoher Wahrscheinlichkeit das Rotschwanzhörnchen (S. granatensis) als Schwesterart des Bunthörnchens ermittelt. Gemeinsame Schwesterart dieser beiden Arten ist das Rotbauchhörnchen (S. aureogaster) und diesen drei Arten gemeinsam steht wiederum Deppes Hörnchen (S. deppei) gegenüber. In der Analyse wurde allerdings nur eine begrenzte Artanzahl betrachtet, nicht dabei waren etwa das Yucatan-Hörnchen und das Collie-Hörnchen. Mit dieser Arbeit wurden vorhergehende phylogenetische Untersuchungen aus dem Jahr 2007 bestätigt, nach denen die mittelamerikanischen Baumhörnchen gegenüber den nord- und südamerikanischen Arten eine eigene Verwandtschaftsgruppe bilden und damit die Gattung Sciurus ohne Einschluss von Microsciurus und Syntheosciurus als paraphyletisch zu betrachten ist.
Der wissenschaftliche Name variegatoides bezieht sich auf den Farbreichtum der Tiere, der sich auch in dem daraus abgeleiteten englischen Namen „variegated squirrel“ spiegelt.

### Unterarten

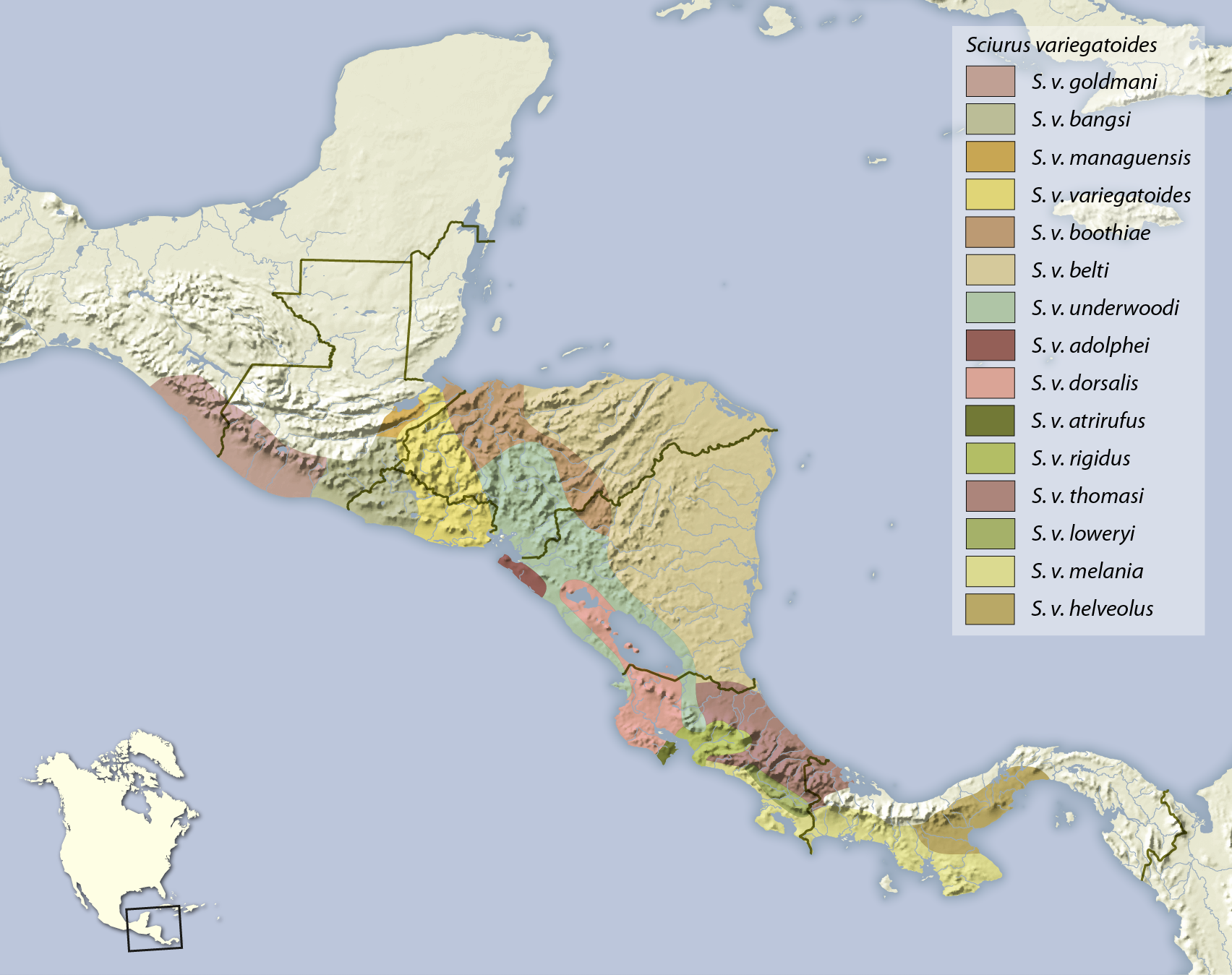
Verteilung der Unterarten des Bunthörnchens nach Best 1995

Innerhalb der Art werden gemeinsam mit der Nominatform fünfzehn Unterarten unterschieden:
- Sciurus variegatoides variegatoides (Nominatform): Die Nominatform kommt in den tropischen Regenwäldern der Hochlagen von Guatemala und dem Grenzgebiet von Honduras und El Salvador sowie von dort über das östliche Honduras bis zur Pazifikküste des östlichen El Salvador vor.
- Sciurus variegatoides adolphei: Die Unterart kommt im Flachland um El Realejo in Nicaragua vor. Die Kopfoberseite und der Nacken sind eisengrau, allerdings heller als der dunkel graubraune Rücken und Schwanzansatz. Der Schwanz ist oberseits schwarz mit weißen Einwaschungen. Die Bauchseite sowie die Innenseite der Beine sind rötlich kastanienbraun, manchmal mit weißen Flecken. Sie wurde 1842 unter dem Namen Macroxus adolphei von René Primevère Lesson beschrieben und dabei nach dessen Bruder Pierre Adolphe Lesson benannt, der sie in Nicaragua getötet und ihm geschickt hatte.[13]

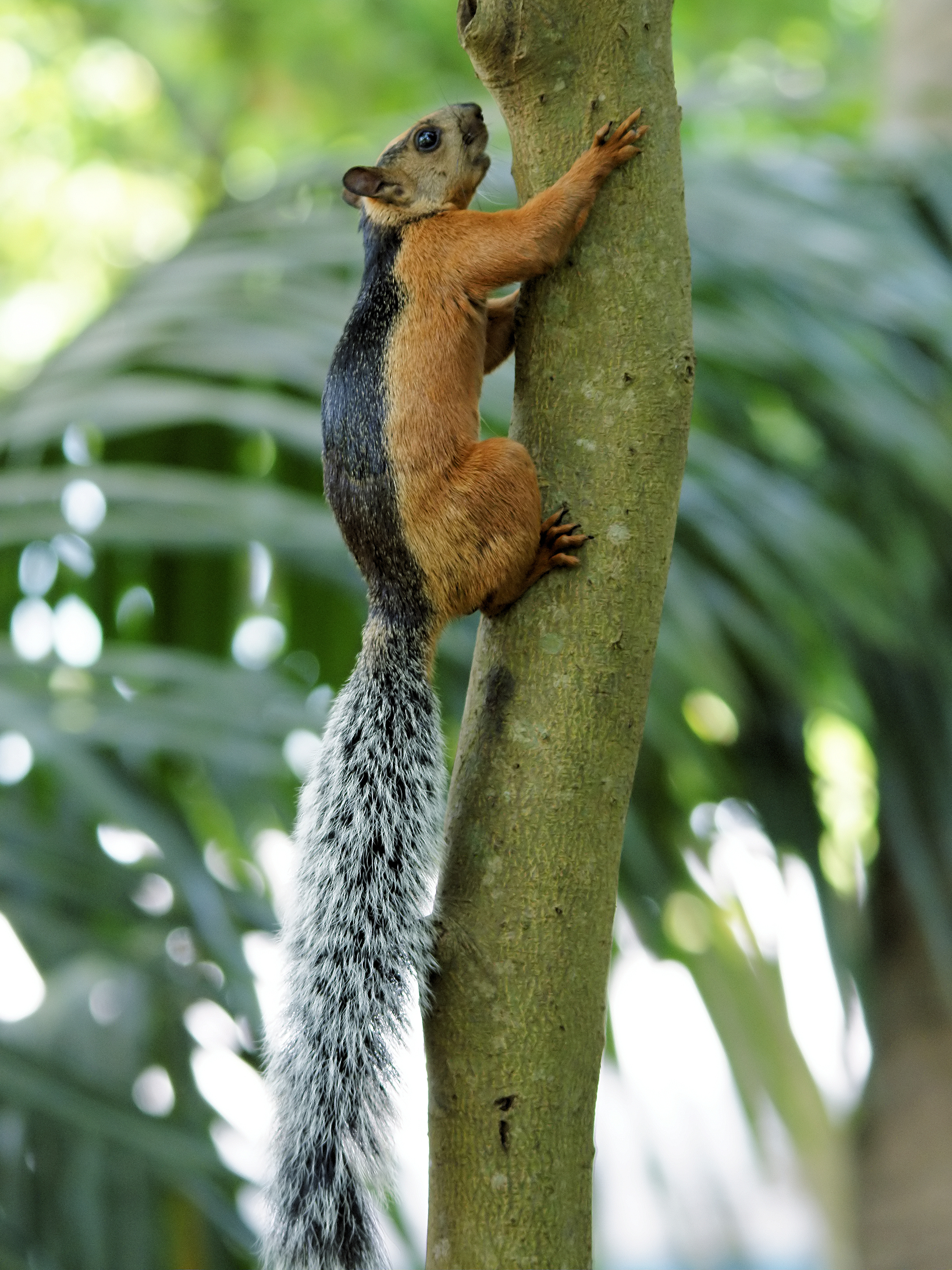
Sciurus variegatoides atrirufus

- Sciurus variegatoides atrirufus: Diese Unterart kommt in der Region um Tambor auf der Nicoya-Halbinsel in Costa Rica vor. Sie besitzt ein auffälliges und breites schwarzes Rückenband, das an den Seiten von zimtfarbenem oder rotbraunem Fell begrenzt wird, das auch die Bauchseite bedeckt. Seitenstreifen sind nicht vorhanden. Die Kopfoberseite ist ebenfalls zimtfarben bis rostbraun und die Ohren sind schwarz umrandet. Über die Augen ziehen sich schwarze Augenstreifen, die bis über den Ansatz der Ohren reichen und dann in den schwarzen Rückenstreifen übergehen. Der Schwanz ist oberseits schwarz mit weißen Haarspitzen und unterseits kastanienbraun. Beschrieben wurde die Unterart von William P. Harris Jr. als Sciurus adolphei atrirufus.[16]
- Sciurus variegatoides bangsi: Das Verbreitungsgebiet dieser Unterart reicht vom östlichen Teil Guatemalas an der Pazifikküste bis in das westliche El Salvador. Sie entspricht in ihrer Färbung weitgehend S. v. goldmani, ist jedoch heller und grauer als die grausten Varianten dieser Unterart und besitzt keine rostroten Einwaschungen im Rückenfell. Die Ohren sind schwarz gerandet und besitzen häufig ein sandfarbenes oder rostrotes Haarbüschel, zudem ist ein weißer Basalfleck vorhanden. Die Füße sind hellgrau mit weißen Zehen, die Unterseite ist ebenfalls weiß. Beschrieben wurde die Art von Donald R. Dickey, er benannte sie nach dem amerikanischen Zoologen Outram Bangs.[17]
- Sciurus variegatoides belti: Diese Unterart kommt in den feuchten Regenwaldgebieten von der Westküste von Honduras bis und dem Inland von Nicaragua bis nach Yoro in Honduras und Chontales und den Río San Juan in Nicaragua vor. Die Bauchseite ist einfarbig rostrot, die Füße sind rostrot-gelblich gesprenkelt.
- Sciurus variegatoides boothiae: Das Verbreitungsgebiet dieser Form umfasst die Regenwälder im nördlichen Teil von Honduras um die Stadt San Pedro Sula und reicht nach Südosten bis San Juan de Murra im Departamento Nueva Segovia in Nicaragua. Der Rücken ist graubraun mit einer glänzend schwarzen Einwaschung, die Füße schwarzgrau. Die Bauchseite der Tiere ist weiß. Die Ohren sind schwarz, begrenzt mit rostrot-schwarzen Flecken an der Basis. An den Seiten haben die Tiere einen blass rostroten Seitenstreifen.

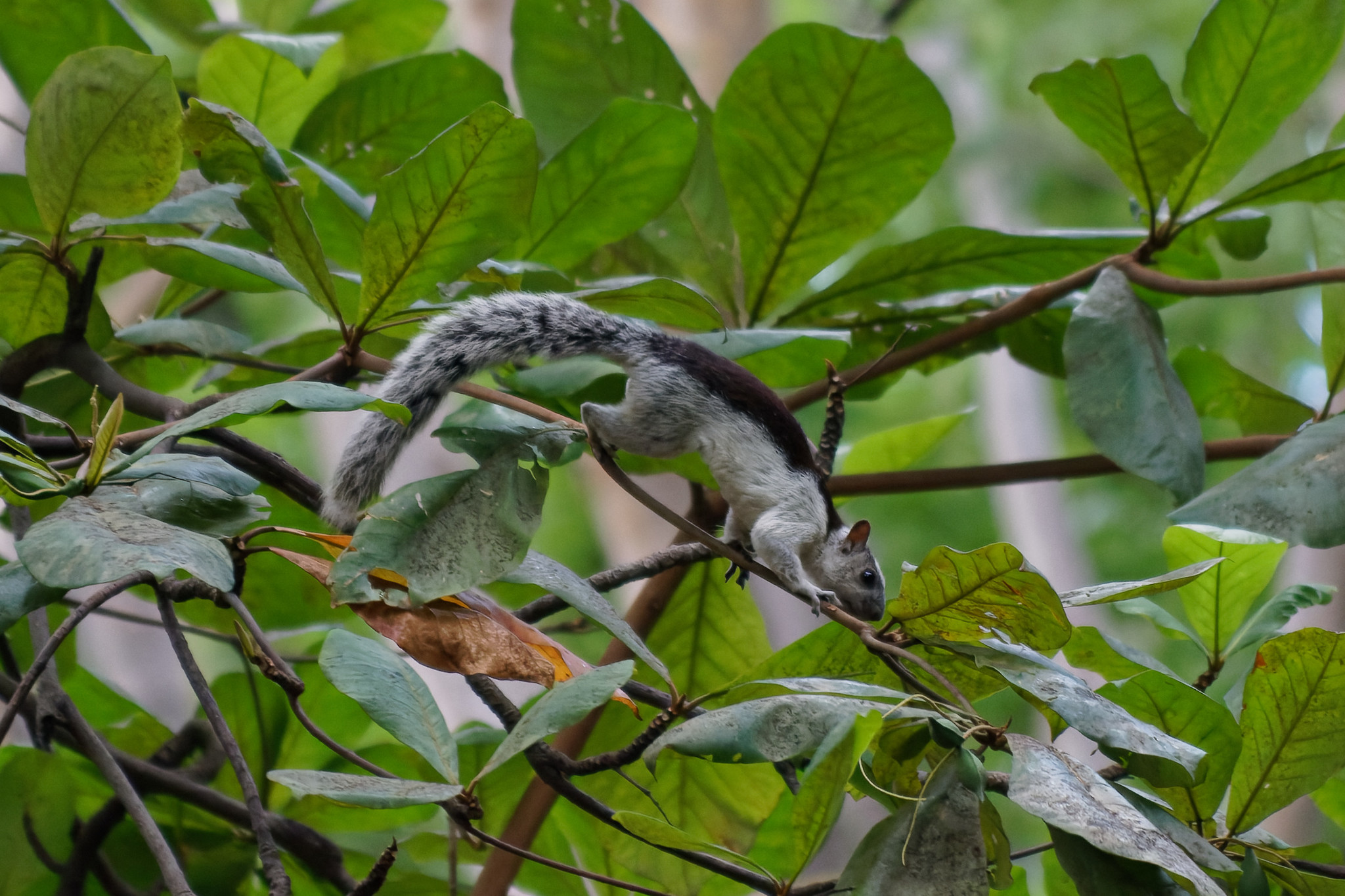
Sciurus variegatoides dorsalis

- Sciurus variegatoides dorsalis: Diese Unterart kommt in den vergleichsweise trockenen Regionen um den Nicaraguasee in Nicaragua sowie im nordwestlichen Costa Rica einschließlich der Nicoya-Halbinsel. Die Färbung der Tiere ist heller und leuchtender als die von S. v. adolphei. Die Mittellinie des Rückens ist schwarzbraun bis gräulich gelbbraun, umgeben von hellerem Fell, das sandfarben bis weißlich braun sein kann. Die Unterseite ist weiß, gelblich sandfarben oder hell rotbraun. Die Kopffärbung ist heller und blasser als die Rückenfärbung.
- Sciurus variegatoides goldmani: Diese Unterart ist benannt nach dem amerikanischen Zoologen und Soldaten Edward Alphonso Goldman und lebt in den trockenen tropischen Wäldern von den Küstengebieten des südöstlichen Guatemala nach Norden bis in das mexikanische Chiapas. Die Rückenseite der Tiere ist eisengrau, die Unterseite weiß. Die Ohren sind schwarz umrandet und besitzen rötlich braune Haarbüschel, hinter dem Ohransatz befindet sich ein weißer Fleck. Der Schwanz ist schwarz mit weißen Einwaschungen.[1] In Mexiko sind die Tiere in der Regel dunkelbraun bis graubraun mit einem dunkleren Nacken und hellem Postaurikularfleck gefärbt, der Schwanz ist schwarz mit weißer Frostung.[6]

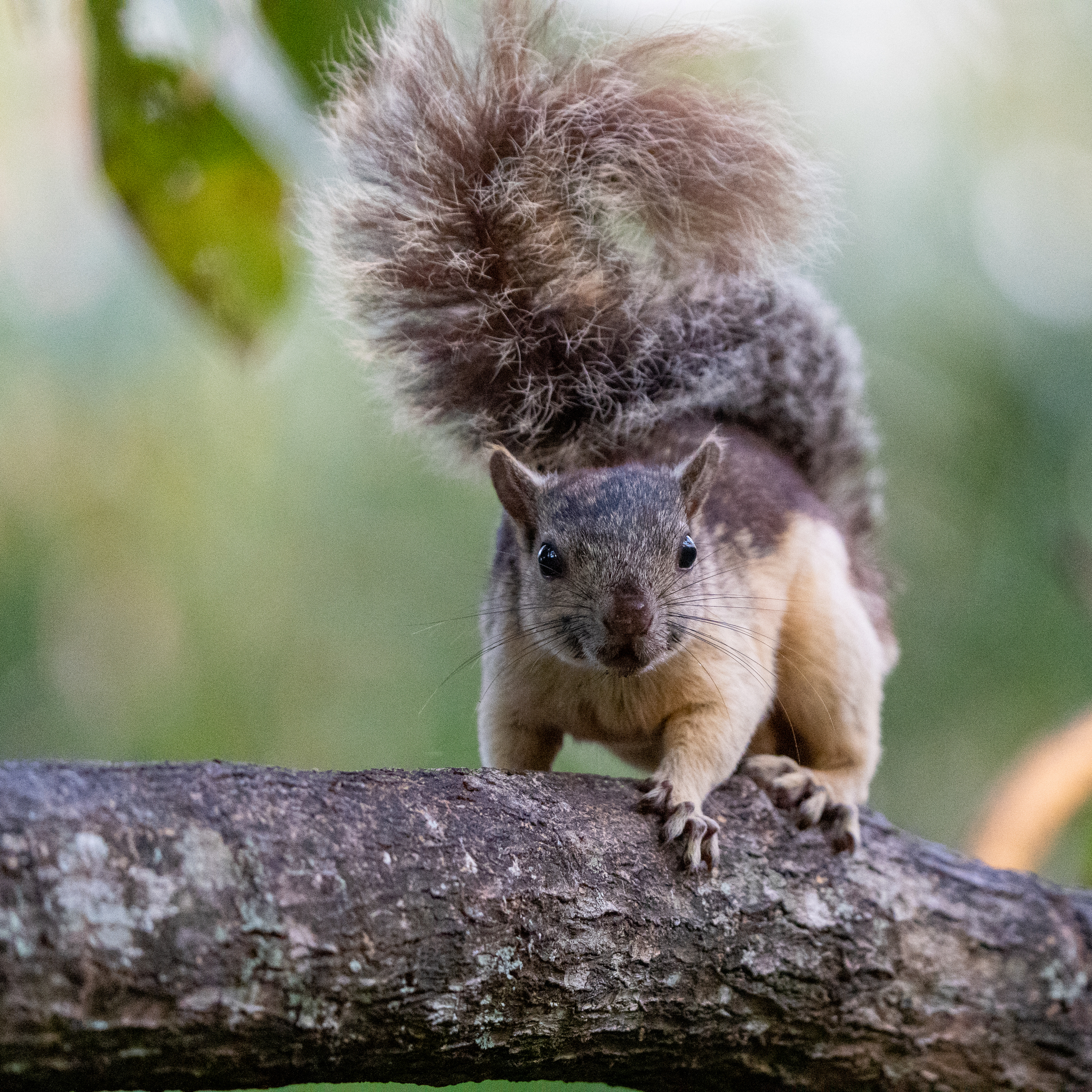
Sciurus variegatoides helveolus

- Sciurus variegatoides helveolus: Das Verbreitungsgebiet dieser Unterart reicht in Panama von Panama-Stadt bis Santiago de Veraguas. Sie gleich der Nominatform und S. v. dorsalis, die Beine und die Bauchseite sind allerdings heller.
- Sciurus variegatoides loweryi: Diese Unterart kommt im Valle del General und im Valle de Coto Brus in Costa Rica vor. Die Rückenseite der Tiere ist weitgehend schwarz, gemischt mit gelbbraunen Anteilen. Die Körperseiten und die Bauchseite sind gelbbraun, ebenso wie die Flecken hinter der Ohren (Postaurikularflecke). Die Oberseite des Schwanzes ist schwarz mit weißen Anteilen. Die Unterseite des Schwanzes besitzt Haare, die am Ansatz braun sind und lohfarben-gelbe und schwarze Bänder sowie eine weiße Spitze aufweisen. Von S. v. dorsalis lässt es sich durch die geringere Größe und die lohgelben, niemals weißen, Postaurikularflecke unterscheiden.[1] Die Unterart wurde durch den amerikanischen Zoologen Alvadus Bradley McPherson im Jahr 1971 erstbeschrieben, benannt ist sie nach dessen Hochschullehrer George H. Lowery.[18]
- Sciurus variegatoides managuensis: Die Unterart kommt im feuchten Regenwaldgebiet entlang des Managua im Bereich von Quiriguá in Guatemala nahe der Grenze zu Honduras vor. Die Form ist kleiner als S. v. boothiae, die Rückenseite ist schwärzlich gelb und die Unterseite sandfarben gelb.
- Sciurus variegatoides melania: Die Unterart kommt im Küstenflachland des östlichen Panama vor. Sie hat eine gleichmäßige glänzend schwarze Körperfarbe.
- Sciurus variegatoides rigidus: Die Unterart lebt vom zentralen Costa Rica bis zum Golf von Nicoya. Die Rückenseite ist schwarz und ockerfarben gelb bis weiß gesprenkelt. Die Haare sind schwarz mit einem ockerfarbenen Ring. Die Bauchseite ist rostrot mit einer weißen Mittellinie. Die Beine sind rostrot mit schwarzen Anteilen.
- Sciurus variegatoides thomasi: Das Verbreitungsgebiet der Unterart umfasst die feuchten Regenwälder des zentralen Costa Rica und der karibischen Küstengebiete. Die Rückenseite ist schwarz mit einer braunen durchscheinenden Basalfärbung. Die Unterseite ist dunkel rostfarben, manchmal mit weißen Flecken. Die Ohren sind schwärzlich mit schwarzen Haarbüscheln und hinter ihnen befindet sich ein schwarzer Basalfleck. Benannt wurde die Unterart nach dem britischen Zoologen Oldfield Thomas.
- Sciurus variegatoides underwoodi: Die Unterart kommt von El Caliche Cedros in Honduras nach Süden bis Matagalpa in Nicaragua sowie am Golfo Santa Elena in Costa Rica vor. Die Rückenfärbung ist graubraun und entspricht der von S. v. boothiae, ist jedoch etwas heller. Die Unterseite ist weiß. Hinter den Ohren befinden sich sandfarbene Postaurikularflecke und die Rückenlinie ist ebenfalls sandfarben. Die Beine und Füße sind dunkel ockerfarben, sandfarben oder schwarz.

## Status, Bedrohung und Schutz

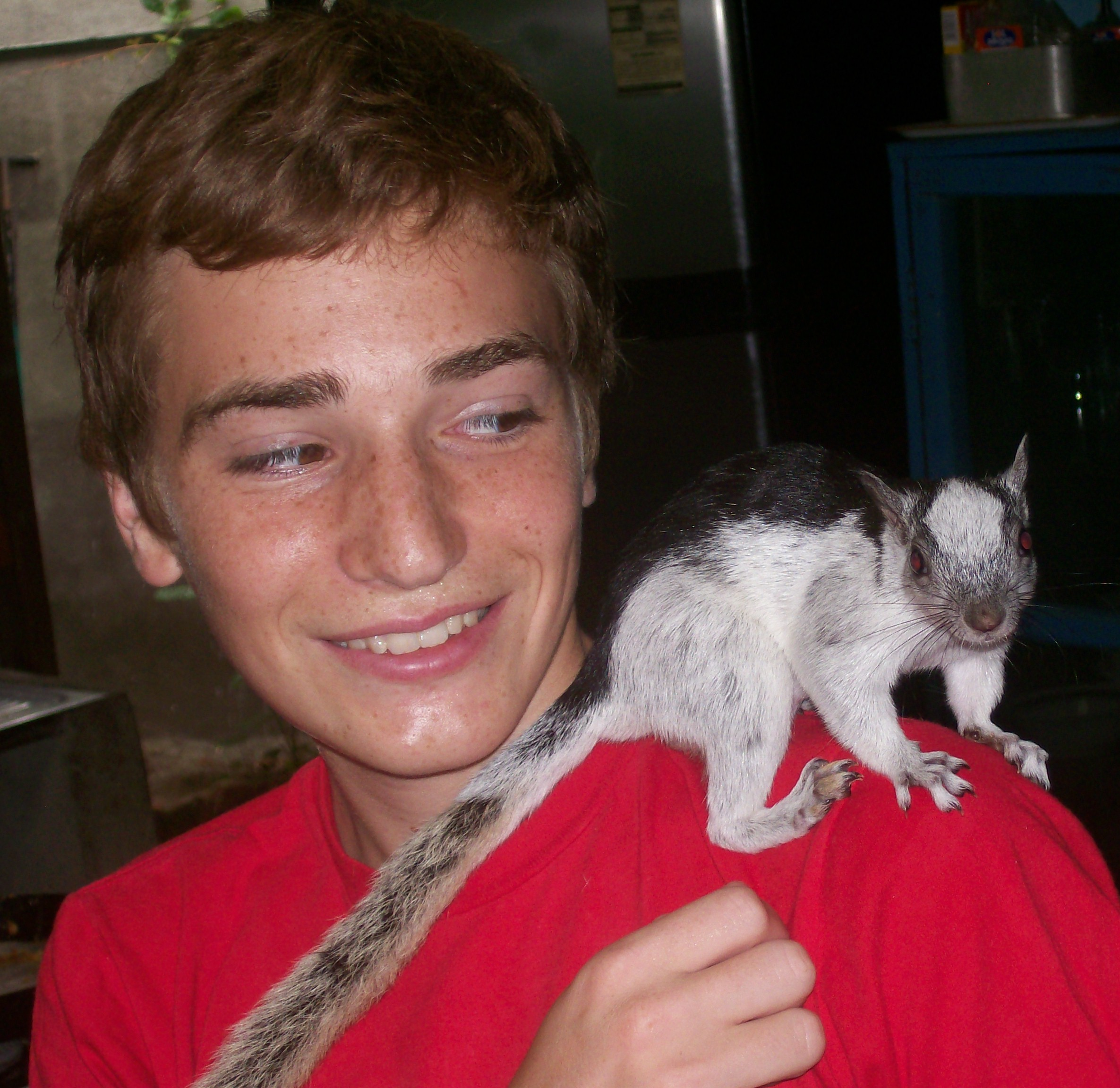
Bunthörnchen (S. v. dorsalis) in der Estacion Biologica in Laguna de Apoyo Nature Reserve, Nicaragua. Die Tiere werden hier aufgezogen und danach in die Wildnis entlassen.

### Bedrohung und Schutz
Das Bunthörnchen wird von der International Union for Conservation of Nature and Natural Resources (IUCN) als nicht gefährdet (Least Concern, LC) eingeordnet. Begründet wird dies durch das große Verbreitungsgebiet sowie das häufige Vorkommen der Art in ihrem Verbreitungsgebiet. Die Art ist zudem sehr anpassungsfähig an verschiedene Habitate und Habitatveränderungen und kommt in mehreren Naturschutzgebieten vor. Potenzielle Gefährdungen für den Gesamtbestand sind nicht vorhanden, mittel- bis langfristig könnte eine starke Entwaldung der Lebensräume und ihre Umwandlung in landwirtschaftliche Nutzflächen als Gefahr eingestuft werden. In Mexiko wird die Art über das Secretaría de Medio Ambiente y Recursos Naturales (SEMARNAT) als besonders geschützt betrachtet, allerdings besteht auch hier keine besondere Gefährdung.

### Haltung und Zoonosen
Aufgrund ihrer Farbvarianten und ihrem Verhalten werden Bunthörnchen in Nordamerika und in Europa manchmal als Haustiere gehalten, die auch gezüchtet werden. Die Tiere sind, wie andere Haustiere auch, potenziell Träger von Krankheitserregern. Im Zuge von drei Todesfällen bei Züchtern von Bunthörnchen in Sachsen-Anhalt zwischen 2011 und 2013 wurde mit dem Bunthörnchen-Bornavirus 1 ein neues Bornavirus entdeckt, das eine potenziell tödlich verlaufende Enzephalitis beim Menschen auslösen kann. Durch das Friedrich-Loeffler-Institut (FLI) konnte bei einem aus der Zucht stammenden Bunthörnchen und bei Gewebeproben aus dem Gehirn der verstorbenen Züchter via Metagenomanalyse eine übereinstimmende Gensequenz identifiziert werden, die auf das Vorkommen des neuartigen Virus hindeutete. Über die Herkunft der Viren, die Epidemiologie und die potenziellen Übertragungswege dieser Zoonose liegen keine Informationen vor, Kratz- oder Bissspuren werden als wahrscheinliche Übertragungswege angenommen. Im Januar 2016 wurde mitgeteilt, dass weitere infizierte Tiere in Zoos und bei privaten Haltern identifiziert werden konnten, darunter auch Arten der Schönhörnchen (Callosciurinae).

## Belege
1. 1 2 3 4 5 6 7 8 9 10 11 12 13 14 15 16 17 18  
Sciurus variegatoides. In: Richard W. Thorington Jr., John L. Koprowski, Michael A. Steele: Squirrels of the World. Johns Hopkins University Press, Baltimore MD 2012, ISBN 978-1-4214-0469-1, S. 70–73.
2. 1 2  
K. Carr, P. Myers: Sciurus variegatoides. Animal Diversity Web, 2004.
3. 1 2 3 4 5 6 7 8 9 10 11 12 13  
Troy L. Best: Sciurus variegatoides. Mammalian Species 500, 1995, S. 1–6. (Volltext) (Memento vom 2. September 2016 im Internet Archive)
4. 1 2 3 4  
Variegated squirrel – Sciurus variegatoides. In: Don E. Wilson, T.E. Lacher, Jr., Russell A. Mittermeier (Hrsg.): Handbook of the Mammals of the World. Band 6: Lagomorphs and Rodents 1. Lynx Edicions, Barcelona 2016, ISBN 978-84-941892-3-4, S. 749.
5. 1 2 3  
Sciurus variegatoides in der Roten Liste gefährdeter Arten der IUCN 2016.1. Eingestellt von: J. Koprowski, L. Roth, F. Reid, N. Woodman, R. Timm, 2008. Abgerufen am 1. September 2016.
6. 1 2 3 4  
Variegated squirrel. In: Gerardo Ceballos: Mammals of Mexico. Johns Hopkins University Press, Baltimore MD 2014, ISBN 978-1-4214-0843-9, S. 184–185.
7. ↑  
Lisa M. Rose: Vertebrate Predation and Food-Sharing in Cebus and Pan. In: International Journal of Primatology. 18 (5), Oktober 1997, S. 727–765. doi:10.1023/A:1026343812980
8. 1 2  
Neues Bornavirus auf den Menschen übertragbar. Informationen des Friedrich-Loeffler-Instituts (FLI), 9. Juli 2015; abgerufen am 4. September 2016.
9. 1 2  
Further cases of Variegated Squirrel 1 Bornavirus. In: fli.de. 1. März 2016, abgerufen am 9. August 2019.
10. 1 2  
Bernd Hoffmann, Dennis Tappe, Dirk Höpe u. a.: A Variegated Squirrel Bornavirus Associated with Fatal Human Encephalitis. In: The New England Journal of Medicine. (N Engl J Med) Band 373, 2015, S. 154–16. doi:10.1056/NEJMoa1415627
11. 1 2  
Sciurus (Sciurus) variegatoides. In: Don E. Wilson, DeeAnn M. Reeder (Hrsg.): Mammal Species of the World. A taxonomic and geographic Reference. 2 Bände. 3. Auflage. Johns Hopkins University Press, Baltimore MD 2005, ISBN 0-8018-8221-4.
12. ↑  
William Ogilby: [kein Titel]. In: Proceedings of the Zoological Society of London. pt. 7, 1839, S. 117. (Volltext)
13. 1 2  
René Primevère Lesson: Nouveau Tableau du Règne Animal: Mammifères. Paris 1842, S. 112–113. (Volltext)
14. 1 2  
Federico Villalobos, Gustavo Gutierrez-Espeleta: Mesoamerican tree squirrels evolution (Rodentia: Sciuridae): a molecular phylogenetic analysis. In: Revista de biologia tropical. (International Journal of Tropical Biology) 62 (2), S. 649–657. (Volltext)
15. ↑  
Federico Villalobos, Fernando A. Cervantes: Phylogenetic relationships of Mesoamerican species of the genus Sciurus (Rodentia: Sciuridae). In: Zootaxa. 1525, 2007, S. 31–40. doi:10.11646/zootaxa.1525.1.3
16. ↑  
William P. Harris Jr.: A new squirrel from Costa Rica. (= Occasional Papers of the Museum of Zoology. 219). 15. Oktober 1930. (Volltext)
17. ↑  
Donald R. Dickey: Five new mammals of the rodent genera Sciurus, Orthogeomys, Heteromys, and Rheomys, from El Salvador. In: Proceedings of The Biological Society of Washington. 41, 1928, S. 7–13. (Volltext)
18. ↑  
Alvadus Bradley McPherson: A new subspecies of the squirrel Sciurus variegatoides Ogilby from Costa Rica. In: Revista de biologia tropical. 19 (1, 2), 1971, S. 191–194. (Volltext)
19. ↑  Neues Bornavirus bei Bunthörnchen entdeckt – möglicher Zusammenhang mit Infektionen bei Menschen. (Memento des Originals vom 14. September 2016 im Internet Archive)  Info: Der Archivlink wurde automatisch eingesetzt und noch nicht geprüft. Bitte prüfe Original- und Archivlink gemäß Anleitung und entferne dann diesen Hinweis. Informationen des Robert Koch-Instituts in Berlin, 9. Juli 2015; abgerufen am 4. September 2016.
20. ↑  Steckbrief Variegated squirrel 1 bornavirus (VSBV-1). (Seite nicht mehr abrufbar, festgestellt im Juni 2023. Suche in Webarchiven)  Info: Der Link wurde automatisch als defekt markiert. Bitte prüfe den Link gemäß Anleitung und entferne dann diesen Hinweis. Friedrich-Loeffler-Institut (FLI), 1. März 2016; abgerufen am 4. September 2016.